# Kyrgyzstan Cup 2018
Der Kyrgyzstan Cup 2018 war die 27. Saison eines Ko-Fußballwettbewerbs in Kirgistan. Das Turnier wurde von der Football Federation of Kyrgyz Republic organisiert. Er begann mit der ersten Runde am 10. Mai 2018 und endete mit dem Finale am 6. Oktober 2018.

## Termine
| Runde         | Datum                                                  |
| ------------- | ------------------------------------------------------ |
| 1. Runde      | 10. Mai 2018                                           |
| 2. Runde      | 16. Mai 2018 22. Mai 2018 23. Mai 2018 13. Juni 2018   |
| Achtelfinale  | 27./28. Juni 2018                                      |
| Viertelfinale | 1. Juli 2018                                           |
| Halbfinale    | 4./5. Juli 2018 (Hinspiele) 18. Juli 2018 (Rückspiele) |
| Finale        | 6. Oktober 2018                                        |

## 1. Runde

### Zone A
|                    | Ergebnis |                  |
| ------------------ | -------- | ---------------- |
| 10. Mai 2018       |          |                  |
| Issyk-Kul          | 1:3      | Yntymak          |
| Ilbirs Bischkek II | 1:2      | Semetei Talas    |
| Birimdik           | 3:1      | FK Kara-Balta II |
| Zheti-Oguz         | 3:0      | Zhivoye          |

1. ↑  Zhivoye trat nicht an. Das Spiel wurde 3:0 für Zheti-Oguz gewertet.

## 2. Runde

### Zone A
|               | Ergebnis |                       |
| ------------- | -------- | --------------------- |
| 16. Mai 2018  |          |                       |
| Semetei Talas | 3:4      | Alga Bischkek II      |
| Yntymak       | 3:0      | Alga-Chui             |
| Zheti-Oguz    | 1:10     | Abdish-Ata Kant II    |
| 13. Juni 2018 |          |                       |
| Birimdik      | 1:2      | FK Dordoi Bischkek II |

### Zone B
|                               | Ergebnis |                  |
| ----------------------------- | -------- | ---------------- |
| 22. Mai 2018                  |          |                  |
| FC Zhashtyk-Ak-Altyn Kara-Suu | 0:3      | Akademija Osh II |
| 23. Mai 2018                  |          |                  |
| Isfayram                      | 1:3      | Alai Osch II     |
| FC Neftchi Kochkor-Ata II     | 0:3      | Kok-Zhangak      |
| Jalal-Abad                    | 3:0      | Shakhtar         |

## Achtelfinale
|                       | Ergebnis |                        |
| --------------------- | -------- | ---------------------- |
| 27. Juni 2018         |          |                        |
| Alai Osch II          | 1:0      | Akademija Osh          |
| Jalal-Abad            | 1:9      | FC Neftchi Kochkor-Ata |
| Kok-Zhangak           | 1:3      | FK Kara-Balta          |
| Yntymak               | 2:1      | Alga Bischkek          |
| Abdish-Ata Kant II    | 2:0      | Ilbirs Bischkek        |
| 28. Juni 2018         |          |                        |
| Alga Bischkek II      | 0:4      | FK Dordoi Bischkek     |
| FK Dordoi Bischkek II | 1:0      | Abdish-Ata Kant        |
| Akademija Osh II      | 2:6      | Alai Osch              |

## Viertelfinale
|                    | Ergebnis |                        |
| ------------------ | -------- | ---------------------- |
| 1. Juli 2018       |          |                        |
| Abdish-Ata Kant II | 3:2      | Yntymak                |
| Alai Osch          | 6:3      | Alai Osch II           |
| FK Kara-Balta      | 2:0      | FC Neftchi Kochkor-Ata |
| FK Dordoi Bischkek | 11:0     | FK Dordoi Bischkek II  |

## Halbfinale
|                            | Ergebnis |                    |
| -------------------------- | -------- | ------------------ |
| 4. Juli 2018 (Hinspiel)    |          |                    |
| FK Dordoi Bischkek         | 2:1      | Abdish-Ata Kant II |
| 5. Juli 2018 (Hinspiel)    |          |                    |
| Alai Osch                  | 2:1      | FK Kara-Balta      |
| 18. Juli 2018 (Rückspiele) |          |                    |
| Abdish-Ata Kant II         | 0:0      | FK Dordoi Bischkek |
| FK Kara-Balta              | 1:4      | Alai Osch          |
| GESAMT                     |          |                    |
| Alai Osch                  | 6:2      | FK Kara-Balta      |
| FK Dordoi Bischkek         | 2:1      | Abdish-Ata Kant II |

## Finale
|                    | Ergebnis |           |
| ------------------ | -------- | --------- |
| 6. Oktober 2018    |          |           |
| FK Dordoi Bischkek | 3:2      | Alai Osch |